# متی‌تورال
متی‌تورال (انگلیسی: Methitural) یک مشتق باربیتورات و یک بی حس کننده داخل وریدی با اثر بسیار کوتاه است.